# Glyceridae
Glyceridae zijn een familie van borstelwormen (Polychaeta) uit de orde van de Glyceriformia.

## Geslachten
De volgende geslachten zijn bij de familie ingedeeld:
- Glycera Lamarck, 1818
- Glycerella Arwidsson, 1899
- Hemipodia Kinberg, 1865
- Paranereites Eisenack, 1939 †
- Proboscidea Lesueur in Blainville, 1825

### Synoniemen
- Hamiglycera Ehlers, 1908 => Glycera Lamarck, 1818
- Hemipodus Quatrefages, 1866 => Hemipodia Kinberg, 1865
- Pseudolacydonia Rullier, 1964 => Glycerella Arwidsson, 1899
- Rhynchobolus Claparède, 1868 => Glycera Lamarck, 1818
- Telake Chamberlin, 1919 => Glycera Lamarck, 1818